# Genevieve Morton

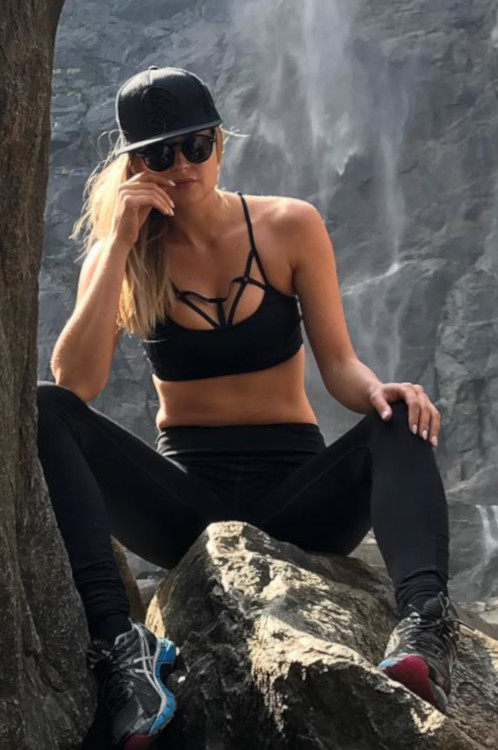
Genevieve Morton descansando durante uma caminhada na montanha

Genevieve Helene Morton (9 de julho de 1986) é uma modelo Sul-Africana. Em 2010, ela fez sua estréia na Sports Illustrated Swimsuit Issue e desde então tem aparecido nas edições de 2011, 2012 e 2013. Ela também foi a modelo de capa para a edição sul-africana de 2011 da Swimsuit Issue. Genevieve apareceu com a trupe de comédia americana The Lonely Island, também foi selecionada para estar na capa da edição de GQ Copa do Mundo de Futebol Sul-Africana. Em 2012, ela apareceu no vídeo de Gavin DeGraw.